# Нікі Шорі
Ніколас Роберт Шорі (англ. Nicholas Robert Shorey; нар. 19 лютого 1981, Ромфорд, Англія) — англійський футболіст, виступав на позиції лівого захисника та опорного півзахисника.
Футбольну кар'єру розпочав у «Лейтон Орієнт», але в 2001 році перейшов до «Редінга», де провів трохи менше 300 матчів за 7 років, якій допоміг команді вийти в Прем'єр-лігу. У 2008 році приєднався до «Астон Вілли», але за два сезони провів 40 матчів. Під час перебування у «Віллі» відправлявся в оренду «Ноттінгем Форест» і «Фулгем». У липні 2010 року за 1,3 мільйона фунтів стерлінгів перейшов у «Вест-Бромвіч Альбіон», за яку за два сезони провів 53 матчі в Прем'єр-лізі. У липні 2012 року, через чотири роки перебування поза клубом, повернувся в «Редінг», але зміг зіграти лише 21 матч й наступного сезону приєднався до «Бристоль Сіті». У січні 2014 року провів лише п'ять місяців у «Сіті», перш ніж приєднатися до «Портсмута», а влітку 2015 року перейшов до клубу Індійської суперліги «Пуне Сіті» на наступний сезон. Зіграв у кожному матчі за команду, а в січні 2016 року повернувся до Англії, у клуб Першої ліги «Колчестер Юнайтед». Завершив кар'єру гравця в клубі Національної ліги Південь «Гангерфорд Таун».
На міжнародному рівні двічі зіграв за збірну Англію, обидва матчі відбулися на стадіоні Вемблі 2007 року, проти Бразилії та Німеччини. Він також зіграв один матч за другу збірну Англії.

## Клубна кар'єра

### «Лейтон Орієнт»
Народився в Ромфорді, Лондон, в дитинстві вболівав за «Вест Гем Юнайтед». Футбольну кар'єру розпочав 1998 році в юнацькому складі «Лейтон Орієнт», а в липні 1999 року підписав з вище вказаним клубом перший професіональний контракт. Дебютував у першій команді в сезоні 1999/2000 років, 12 лютого 2000 року вийшов на заміну на 83-й хвилині програного (0:1) поєдинку Третього дивізіону проти «Шрусбері Таун». Вперше у стартовому складі вийшов на поле 7 березня 2000 року в програному (1:2) поєдинку проти «Нортгемптон Таун». За останні три місяці сезону провів сім матчів у чемпіонаті за «Лейтон Орієнт». Провів ще дев'ять матчів за клуб у першій половині сезону 2000/01 років, перш ніж 20 січня 2001 року востаннє зіграв за «Орієнт», в програному (0:2) домашньому поєдинку проти «Саутенд Юнайтед».

### «Редінг»
У лютому 2001 року відправився на перегляд до представника Другого дивізіону «Редінг», а 10 лютого підписав 3,5-річний контракт за 25 000 фунтів стерлінгів та бонуси за успішні виступи.
До початку сезону 2001/02 років стабільного місця в першій команді «Редінгу» не отримав, але 21 серпня 2001 року дебютував у стартовому складі «Роялс» в програному (0:4) поєдинку першого раунду Кубка Ліги проти «Лутон Таун». Наступного разу зіграв у Кубку 10 жовтня, в програному (0:1) поєдинку проти «Астон Вілли» на Вілла Парк. Відтоді закріпився в першій команді, де провів ще 36 матчів й допоміг клубу зайняти 2-ге місце в Другому дивізіону, завдяки чому команда вийшла до Першого дивізіону.
Залишався основним гравцем першої команди в сезоні 2002/03 років, в якому зіграв 48 матчів, у тому числі двічі в програному плей-оф проти «Вулвергемптон Вондерерз». Відзначився першим голом у професіональному футболу 29 жовтня 2002 року в переможному (1:0) матчі проти «Бредфорд Сіті» на стадіоні Мадейскі. Своїм другим голом у сезоні відзначився 15 квітня 2003 року, реалізував пенальті у переможному (5:1) поєдинку проти «Престон Норт-Енд».

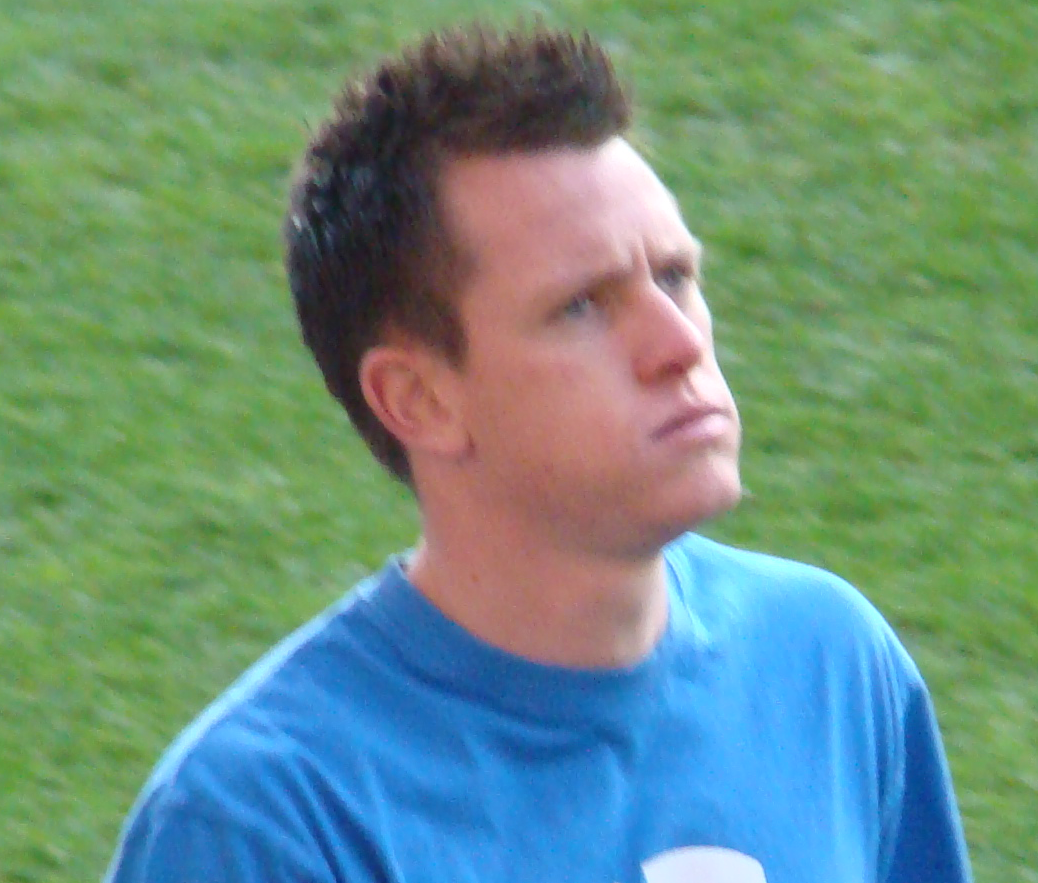
Нікі Шорі на передматчевій розминці «Редінга» у 2008 році

У стартовому матчі сезону 2003/04 років отримав вилучення в нічийному (1:1) поєдинку проти «Іпсвіч Таун» на Портмен-Роуд. Наступний сезон також провів у «Редінгу», зіграв 41 матч у чемпіонаті та кубку, в яких відзначився двома голами: 28 грудня 2003 року у нічийному (1:1) матчі проти «Волсолла» та 28 лютого 2004 року в переможному (2:1) матчі проти «Шеффілд Юнайтед». Однак 13 березня після нічийного (0:0) доманього матчу зі «Сток Сіті» помітив, що його нога опухла й пульсує, а до того часу, як він дістався лікарні, ситуація погіршилася. Лікарі повідомили Ніка, що їм, можливо, доведеться ампутувати його стопу. Протягом двох тижнів йому вводили внутрішньовенну крапельницю в лікарні, а наступні три місяці він проходив лікування вдома.
Шорі оговтався вчасно, щоб 7 серпня 2004 року взяти участь у переможному (2:1) домашньому першому матчі 1-го туру чемпіонату 2004/05 проти «Брайтон енд Гоув Альбіона». У вище вказаному сезоні зіграв 48 матчів у всіх турнірах та відзначився трьома голами, один з яких у програному (1:2) виїзному матчі проти «Дербі Каунті» (2:1), єдиним голом у програному (1:2) виїзному поєдинку проти «Сток Сіті» та єдиним голом у переможному поєдинку проти «Квінз Парк Рейнджерс».
У сезоні 2005/06 років став важливою фігурою в команді з Редінгу, яка виграла Чемпіоншип і вийшла до Прем'єр-ліги з рекордними 106-ма очками. Також забив двічі протягом сезону, обидва зі штрафних у матчах проти «Норвіч Сіті» та «Кру Александра». Провів 44 матчі протягом сезону. 1 серпня 2006 року Шорі визначив своє майбутнє Редінгу, підписавши нову угоду з клубом до червня 2009 року. У вище вказаному сезоны його включили до Команди року за версыэю ПФА.
Перехід Нікі з четвертого дивізіону до вищого дивізіону англійського футболу завершився 19 серпня 2006 року, коли «Редінг» приймав «Мідлсбро» на стадіоні Мадейскі. Відіграв усі 90 хвилин, коли «Редінг» програвав з рахунком 2:0, але в підсумку виграв з рахунком 3:2. Виступав протягом майже усього сезону, пропустив лише один матч чемпіонату, а також 12 листопада відзначився одним голом у переможному (3:1) поєдинку проти «Тоттенгем Готспур». Шорі похвалили за його гру не лише в обороні, але й при виході в атаку та грі на стандартах. Прикладом цих талантів стала перемога «Редінга» над «Вест Гем Юнайтед», здобута 1 січня 2007 року, коли Шорі взяв участь у чотирьох з шести голів «Редінга». Завдяки своїй вражаючій формі протягом сезону, яка допомогла «Редінгу» посісти восьме місце в таблиці Прем’єр-ліги, Стівом Маклареном викликав Нікі до другої збірної Англії на матч проти Албанії, а потім став першим гравцем «Редінга», який представляв збірну Англії майже за 100 років, коли 1 червня 2007 року зіграв у першому матчі збірної Англії на новому стадіоні Вемблі. Посів друге місце після Івара Інгімарссона у номінації Найкращий гравець «Редінга» сезону 2006/07.
Напередодні старту сезону 2007/08 років пов'язувався з відходом з «Редінга», у якому зацікавлено декілька клубів Прем’єр-ліги, а також, як повідомляється, він відхилив пропозицію клубу про покращений контракт. Згодом підтвердив, що не мав наміру залишати «Редінг», незважаючи на інтерес, хоча згодом він розповів, що чітко дав зрозуміти головному тренеру Стіву Коппеллу, що хоче йти далі, і пропонований перехід у «Вест Гем Юнайтед» зацікавив би його, але трансфер провалився.
В своєму останньому сезоні за «Редінг» провів 39 матчів, відзначився двома голами:12 листопада 2007 року в програному (1:3) поєдинку проти «Арсеналу» та в програному (1:2) домашньому поєдинку проти «Астон Вілли». Незважаючи на свою майже постійну присутність, не зміг допомогти своїй команді уникнути вильоту з Прем'єр-ліги за підсумками сезону через гіршу різницю забитих і пропущених м'ячів.

### «Астон Вілла»

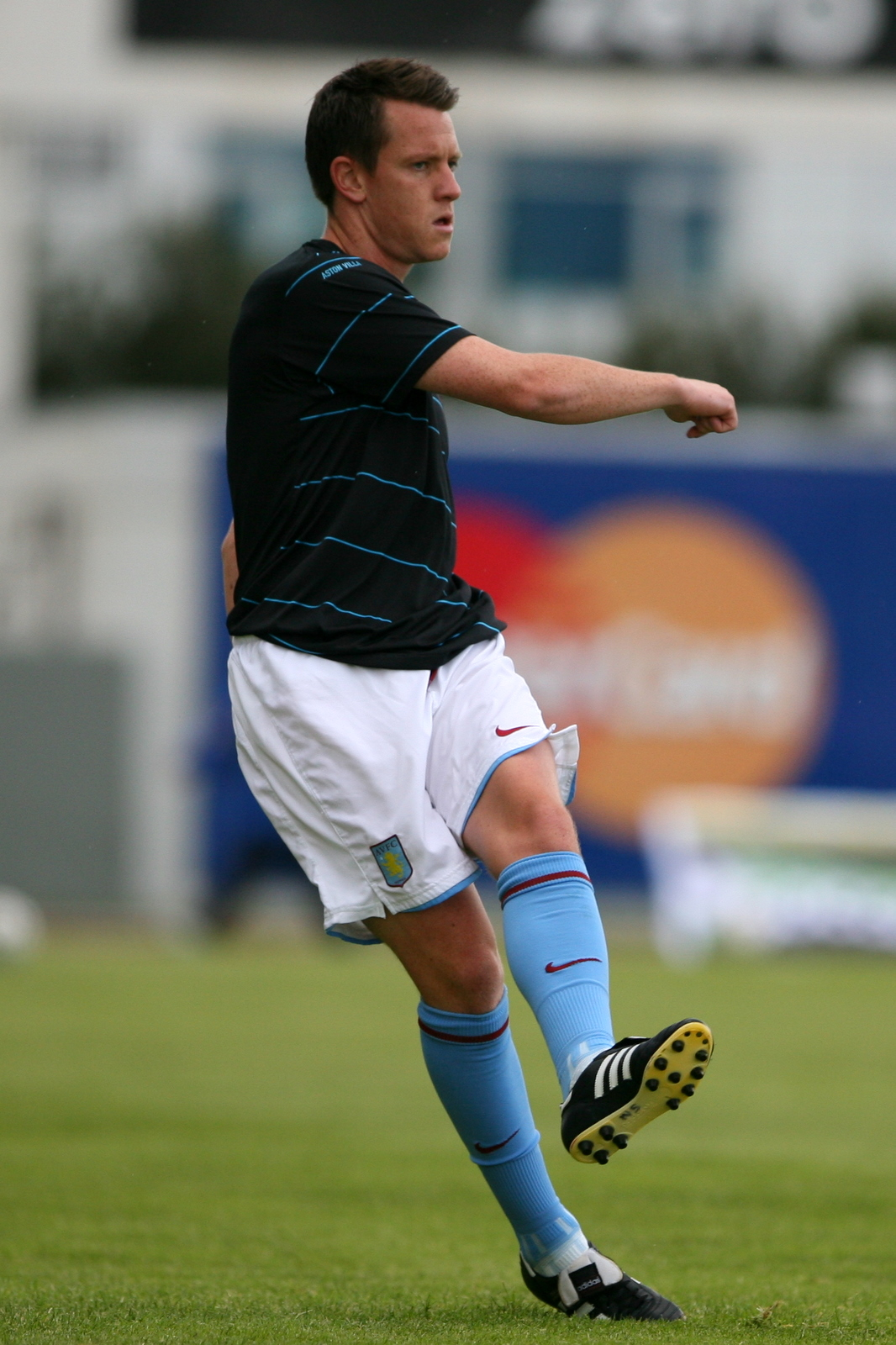
Нікі Шорі під час передматчевої розминик у футболці «Астон Вілли» у 2008 році

7 серпня 2008 року «Астон Вілла» підписала з гравцем трирічний контракт за суму відступних, яка не розголошується, але при цьому Нікі не виключав можливість в майбутньому повернутися й до «Редінга». Спочатку переходив як тимчасова заміна травмованому Вілфреду Баума. 14 серпня дебютував за «Віллу» у переможному (4:1) виїзному поєдинку Кубку УЄФА проти ісландської команди «Гапнарф'ярдар».
Після невдалого першого сезону в клубі, в наступному зіграв 33 матчі в чотирьох змаганнях. У ЗМІ почали з'являтися повідомлення, що Нікі не впевнений, чи буде його майбутнє пов'язане з Вілла Парк, незважаючи на те, що головний тренер Мартін О'Нілл раніше стверджував, що колишній захисник «Редінга» входить до його планів. Тим не менше, розпочав сезон 2009/10 років у першій команді «Вілли», виходив у стартовому складі у перших чотирьох матчах чемпіонату. 1 вересня 2009 року повинен був перейти в оренду на сезон до «Портсмута». Але після поїздки на Фраттон Парк для оформлення угоди, в останній момент вирішив не робити цього, а натомість залишився з «Віллою».

#### Оренда в «Ноттінгем Форест»
Після того, як Нікі з великими труднощами вдалося втримати своє місце в першій команді «Астон Вілли», 24 листопада 2009 року Шорі орендував на один місяць представник Чемпіоншипу «Ноттінгем Форест». Дебютував у складі «Форест» 28 листопада у переможному (4:1) домашньому поєдинку проти «Донкастер Роверз», швидко став основним гравцем. Його оренду продовжили 31 грудня до кінця січня, завдяки чому «Ноттінгем» тричі зіграв «насухо» в п'яти матчах. Зіграв свій останній матч за «Форест» 16 січня 2010 року, проти свого колишнього клубу «Редінг», в якому на 68-й хвилині отримав вилучення. У зв'язку з тим, що термін оренди закінчувався наприкінці січня, головний тренер «Вілли» Мартін О'Ніл заявив, що не має наміру продавати Нікі під час трансферного вікна.

#### Оренда в «Фулгем»
1 лютого 2010 року «Фулгем» орендував Нікі до завершення сезону, завдяки чому після оренди в Чемпіоншипі гравець повернувся до Прем'єр-ліги. Перехід оформили з можливістю викупу контракту гравця влітку, якщо Шорі спроавить хороше враження на головного тренера Роя Годжсона. Дебютував за «Коттеджерс» 3 лютого у переможному (1:0) поєдинку проти «Портсмута» (1:0), загалом зіграв за клуб дванадцять матчів. У 2010 році разом з «Фулгемом» вийшов у фінал Ліги Європи.

### «Вест-Бромвіч Альбіон»
9 серпня 2010 року з ініціативи Роберто Ді Маттео підписав 2-річний контракт (з можливістю продовження ще на один рік) з клубом Прем'єр-ліги «Вест-Бромвіч Альбіон». Сума трансферу склала 1,3 мільйона фунтів. Дебютував за нову команду 21 серпня у переможному (1:0) домашньому матчі проти «Сандерленда». У сезоні 2010/11 років провів 31 матч, а в сезоні 2011/12 років — 26 матчів. По завершенні свого другого сезону в клубі отримав статус вільного агента, а Ліам Ріджвелл став основним лівим захисником клубу. 16 травня 2012 року покинув клуб.

### Повернення до «Редінга»
У липні 2012 року з величезним задоволенням повернувся до «Редінга» після раптового відходу з клубу в 2008 році. 10 липня, після відходу з «Вест Бромвіча», вільним агентом підписав з клубом 1-річний контракт. Дебютував за «Редінг» після свого повернення 22 вересня в програному (0:1) поєдинку проти свого колишнього клубу «Вест Бромвіч» на Готорнс, а 26 вересня в наступному матчі відзначився своїм першим голом після повернення до клубу, в переможному (3:2) поєдинку Кубок ліги проти «Квінз Парк Рейнджерс». Зіграв 21 матч у першій команді Редінгу протягом усього сезону, став одним із десяти гравців, відпущених клубом після того, як вони «Редінг» вилетів до Чемпіоншипа після лише одного сезону перебування в Прем'єр-лізі.
Після відходу з «Редінга» у червні 2013 року Шорі приєднався до «Брайтон енд Гоув Альбіон», а в липні 2013 року відправився на перегляд у «Міллволл».

### «Бристоль Сіті»
Провів частину серпня 2013 року тренувався з клубом Першої ліги «Бристоль Сіті», а 30 серпня було оголошено, що Шорі підписав короткострокову угоду з клубом. Дебютував у клубі вже наступного дня, вийшовши на заміну Боббі Декордову-Ріду в другому таймі нічийного (1:1) матчу проти «Джиллінгема». Після 17-ти зіграних поєдинків, 30 грудня залишив команду після закінчення чотиримісячного контракту.

### «Портсмут»
9 січня 2014 року підписав контракт до завершення сезону з представником Другої ліги, «Портсмутом». Дебютував за клуб 11 січня в нічийному (0:0) матчі проти «Оксфорд Юнайтед», зіграв 21 матч у чемпіонаті до завершення сезону.
27 травня 2014 року підписав нову 1-річну угоду з «Портсмутом». У сезоні 2014/15 років провів ще 23 матчі за клуб, але отримав статус вільного агента, коли його угода закінчилася 18 травня 2015 року разом із сімома іншими гравцями.

### «Пуне Сіті»
У вересні 2015 року вирішив приєднатися до «Пуне Сіті» для участі у другому сезоні індійської Суперліги, який тривав з жовтня по грудень. 5 жовтня дебютував за «Пуна Сіті» в переможному (3:1) матчі проти «Мумбаї Сіті», а також зіграв у кожному з 14 матчів чемпіонату, в якому «Пуна Сіті» фінішували на сьомій позиції з восьми команд-учасниць.

### «Колчестер Юнайтед»
Після свого перебування в Індії повернувся до Англії, 20 січня 2016 року приєднався до «Колчестер Юнайтед». Дебютував за клуб Першої ліги 13 лютого у програному (1:4) домашньому матчі проти «Свіндон Таун».
У 2016 році провівши 15 матчів за «Колчестер», клуб оголосив наприкінці сезону, що Шорі не запропонують новий контракт після вильоту «Колчестера» до другої ліги.

### «Гангерфорд Таун»
2 вересня 2016 року Нікі Шорі підписав клуб Національної ліги Південь «Гангерфорд Таун».

### «Стівенідж»
У жовтні 2016 року, провівши три матчі чемпіонату за «Гангерфорд», приєднався до тренерського штабу Даррена Сарла в «Стівеніджі», з якого також тренувався з серпня.

## Кар'єра в збірній
Після його вдалих виступів за «Редінг» у сезоні 2006/07 років вболівальники «Редінга» представили пісню «Shorey for England». У ході сезону ЗМІ почали звертати увагу на гравця, який тоді ще не залучався до національної команди.
25 травня 2007 року отримав виклик до другої збірної Англії для матчу проти Албанії на стадіоні «Бернлі» Терф Мур, вийшов у стартовому складі, а на 73-й хвилині за рахунку 3:1 на користь Англії його замінив Джолеон Лескотт.
Експерти висловлювали, що Нікі зміг би піднятися до національної збірної, а 26 травня 2007 року тренер збірної Англії Стів Макларен включив його до ссписку гравців на товариський матч проти Бразилії та поєдинок кваліфікації чемпіонату Європи 2008 проти Естонії. Дебютував у першому матчі збірної Англії на новому стадіоні Вемблі 1 червня 2007 року, в якому англійці зіграли внічию з Бразилією (1:1), завдяки чому став першим за останні 100 років гравцем «Редінга», який зіграв за першу збірну Англії.
Вдруге та востаннє за збірну Англії зіграв 22 серпня 2007 року в програному (1:2) товариському матчі проти Німеччини на стадіоні Вемблі.

## Кар'єра тренера
8 жовтня 2018 року разом із Гленом Літтлом призначений головним тренером команди Прем’єр-дивізіону Істмійської ліги «Вінгейт енд Фінчлі». Відпрацював нетривалий період часу, оскільки 29 жовтня з особистих причин залишив займану посаду.
2 липня 2019 року повернувся до «Редінгу», де отримав посаду Головного скаута Академії.
28 березня 2022 року призначений керівником відділу підбору персоналу клубу Першої ліги «Джиллінгем», рале 6 грудня 2022 року залишив займану посаду.

## Статистика виступів

### Клубна

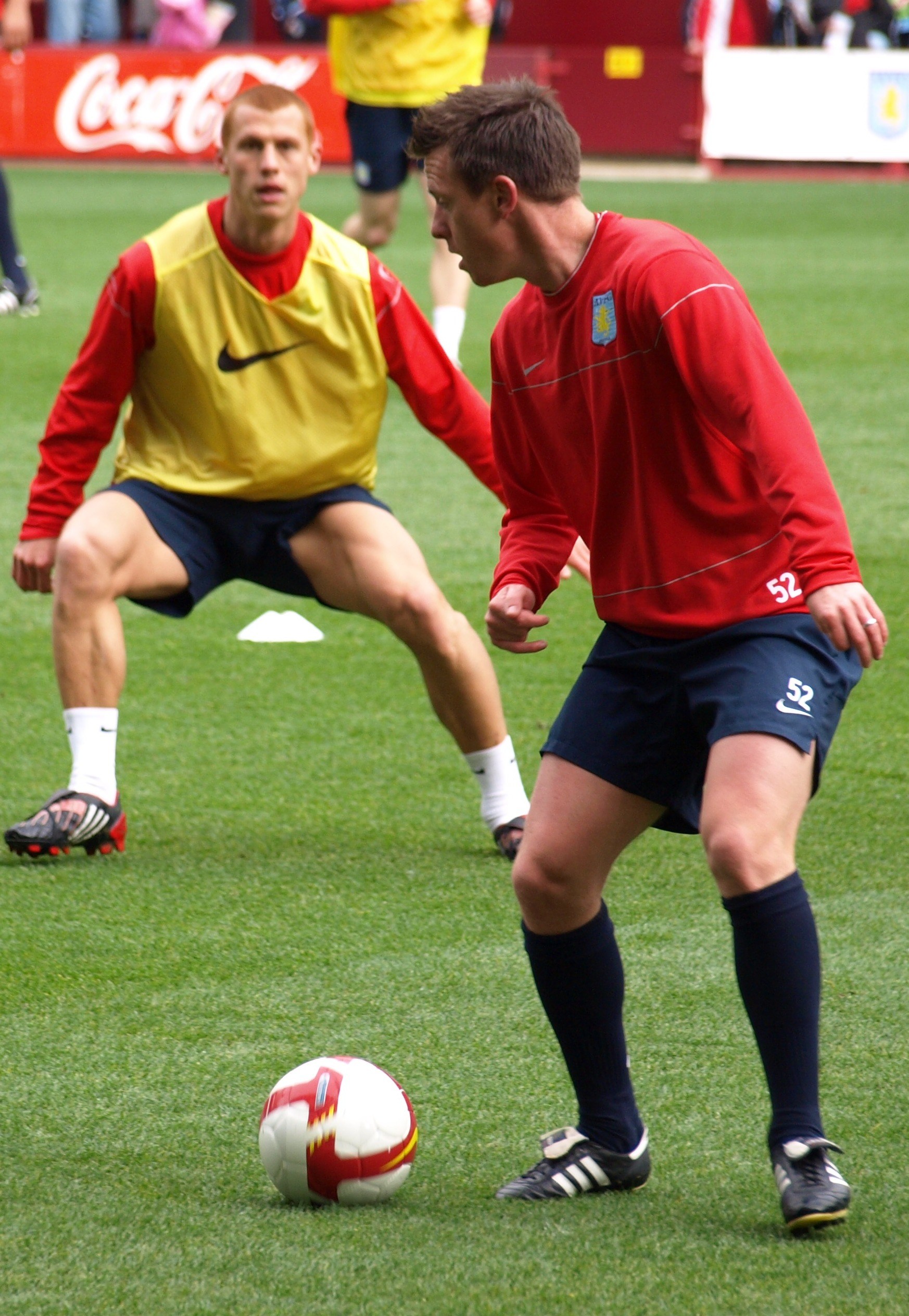
Нікі Шорі (праворуч) під час розминки у футболці «Астон Вілли» в 2009 році

| Клуб                        | Сезон             | Ліга                     | Ліга  | Ліга | Кубок Англії | Кубок Англії | Кубок ліги | Кубок ліги | Інші  | Інші | Загалом | Загалом |
| Клуб                        | Сезон             | Дивізіон                 | Матчі | Голи | Матчі        | Голи         | Матчі      | Голи       | Матчі | Голи | Матчі   | Голи    |
| --------------------------- | ----------------- | ------------------------ | ----- | ---- | ------------ | ------------ | ---------- | ---------- | ----- | ---- | ------- | ------- |
| «Лейтон Орієнт»             | 1999–2000         | Третій дивізіон          | 7     | 0    | 0            | 0            | 0          | 0          | 0     | 0    | 7       | 0       |
| «Лейтон Орієнт»             | 2000–01           | Третій дивізіон          | 8     | 0    | 1            | 0            | 0          | 0          | 0     | 0    | 9       | 0       |
| «Лейтон Орієнт»             | Загалом           | Загалом                  | 15    | 0    | 1            | 0            | 0          | 0          | 0     | 0    | 16      | 0       |
| «Редінг»                    | 2000–01           | Другий дивізіон          | 0     | 0    | —            | —            | —          | —          | 0     | 0    | 0       | 0       |
| «Редінг»                    | 2001–02           | Другий дивізіон          | 32    | 0    | 2            | 0            | 2          | 0          | 2     | 0    | 38      | 0       |
| «Редінг»                    | 2002–03           | Перший дивізіон          | 43    | 2    | 2            | 0            | 1          | 0          | 2     | 0    | 48      | 2       |
| «Редінг»                    | 2003–04           | Перший дивізіон          | 35    | 2    | 2            | 0            | 4          | 0          | —     | —    | 41      | 2       |
| «Редінг»                    | 2004–05           | Чемпіоншип               | 44    | 3    | 3            | 0            | 1          | 0          | —     | —    | 48      | 3       |
| «Редінг»                    | 2005–06           | Чемпіоншип               | 40    | 2    | 1            | 0            | 3          | 0          | —     | —    | 44      | 2       |
| «Редінг»                    | 2006–07           | Прем'єр-ліга             | 37    | 1    | 2            | 0            | 0          | 0          | —     | —    | 39      | 1       |
| «Редінг»                    | 2007–08           | Прем'єр-ліга             | 36    | 2    | 1            | 0            | 1          | 0          | —     | —    | 38      | 2       |
| «Редінг»                    | Загалом           | Загалом                  | 267   | 12   | 13           | 0            | 12         | 0          | 4     | 0    | 296     | 12      |
| «Астон Вілла»               | 2008–09           | Прем'єр-ліга             | 21    | 0    | 3            | 0            | 1          | 0          | 8     | 0    | 33      | 0       |
| «Астон Вілла»               | 2009–10           | Прем'єр-ліга             | 3     | 0    | —            | —            | 1          | 0          | 2     | 0    | 6       | 0       |
| «Астон Вілла»               | Загалом           | Загалом                  | 24    | 0    | 3            | 0            | 2          | 0          | 10    | 0    | 39      | 0       |
| «Ноттінгем Форест» (оренда) | 2009–10           | Чемпіоншип               | 9     | 0    | —            | —            | —          | —          | —     | —    | 9       | 0       |
| «Фулгем» (оренда)           | 2009–10           | Прем'єр-ліга             | 9     | 0    | 3            | 0            | —          | —          | —     | —    | 12      | 0       |
| «Вест-Бромвіч Альбіон»      | 2010–11           | Прем'єр-ліга             | 28    | 0    | 0            | 0            | 3          | 0          | —     | —    | 31      | 0       |
| «Вест-Бромвіч Альбіон»      | 2011–12           | Прем'єр-ліга             | 25    | 0    | 1            | 0            | 0          | 0          | —     | —    | 26      | 0       |
| «Вест-Бромвіч Альбіон»      | Загалом           | Загалом                  | 53    | 0    | 1            | 0            | 3          | 0          | —     | —    | 57      | 0       |
| «Редінг»                    | 2012–13           | Прем'єр-ліга             | 17    | 0    | 2            | 0            | 2          | 1          | —     | —    | 21      | 1       |
| «Бристоль Сіті»             | 2013–14           | Перша ліга               | 14    | 0    | 1            | 0            | 1          | 0          | 1     | 0    | 17      | 0       |
| «Портсмут»                  | 2013–14           | Друга ліга               | 21    | 0    | —            | —            | —          | —          | —     | —    | 21      | 0       |
| «Портсмут»                  | 2014–15           | Друга ліга               | 20    | 0    | 2            | 0            | 0          | 0          | 1     | 0    | 23      | 0       |
| «Портсмут»                  | Загалом           | Загалом                  | 41    | 0    | 2            | 0            | 0          | 0          | 1     | 0    | 44      | 0       |
| «Пуне Сіті»                 | 2015              | Індійська Суперліга      | 14    | 0    | —            | —            | —          | —          | —     | —    | 14      | 0       |
| «Колчестер Юнайтед»         | 2015–16           | Перша ліга               | 15    | 0    | 0            | 0            | —          | —          | —     | —    | 15      | 0       |
| «Гангерфорд Таун»           | 2016–17           | Національна ліга Південь | 3     | 0    | —            | —            | —          | —          | —     | —    | 3       | 0       |
| Усього за кар'єру           | Усього за кар'єру | Усього за кар'єру        | 481   | 12   | 26           | 0            | 20         | 1          | 16    | 0    | 543     | 13      |

1. 1 2 3  Матч(і) в Трофеї Футбольної ліги
2. ↑  Матчі в плей-оф Першого дивізіону
3. ↑  Матчі в Кубку УЄФА
4. ↑  Матчі в Лізі Європи УЄФА

### У збірній

#### По роках
| Національна збірна | Рік     | Матчі | Голи |
| ------------------ | ------- | ----- | ---- |
| Англія             | 2007    | 2     | 0    |
| Загалом            | Загалом | 2     | 0    |

#### По матчах
| Дата      | Місто  | Господарі | Результат | Гості     | Турнір           | Голи | Примітки |
| --------- | ------ | --------- | --------- | --------- | ---------------- | ---- | -------- |
| 1-6-2007  | Лондон | Англія    | 1 – 1     | Бразилія  | товариський матч | -    |          |
| 22-8-2007 | Лондон | Англія    | 1 – 2     | Німеччина | товариський матч | -    |          |
| Усього    |        | Матчів    | 2         |           | Голів            | 0    |          |

## Досягнення
«Редінг»
- Чемпіоншип
  -  Чемпіон (1): 2005/06[1]

Індивідуальні
- Команда року (Чемпіоншип) за Версією ПФА (1): 2005/06[14]